# Cecilia Bratt
Cecilia Margareta Bratt, ogift Nilsson, född 29 april 1966 i Karlskrona, är en svensk orienterare som blev världsmästare i stafett 1997 samt tog VM-silver i stafett 2001. Hon tog NM-brons i stafett 1997 och NM-silver i stafett 2001 samt har tagit SM-guld fyra gånger och EM-brons i stafett 2004.